# Lagoa dos Esteves
Pour les articles homonymes, voir Esteves.
Le lagoa dos Esteves est un lac brésilien, situé sur le territoire de la municipalité d'Içara dans l'État de Santa Catarina.
Il s'agit d'une des principales étendues d'eau du sud de l'État de Santa Catarina. Le lac fait partie du bassin hydrographique du rio Araranguá.